# Andriej Charczenko
Andriej Władimirowicz Charczenko (ros. Андрей Владимирович Харченко, ur. 1907 we wsi Fiodorowka k. Chersonia, zm. 1965 w Równem) – funkcjonariusz radzieckich organów bezpieczeństwa, generał major, ludowy komisarz/minister spraw wewnętrznych Tadżyckiej SRR (1939–1941 i 1944–1950), ludowy komisarz bezpieczeństwa państwowego Tadżyckiej SRR (1941).

## Życiorys
Syn biednego ukraińskiego chłopa, 1919 skończył szkołę wiejską w rodzinnej miejscowości i został pomocnikiem traktorzysty, od kwietnia 1921 do września 1930 przewodniczący rady wiejskiej, 1924–1939 członek Komsomołu, od grudnia 1929 w WKP(b). Kursant szkoły pułkowej i sekretarz odpowiedzialny pułkowego biura Komsomołu, od maja 1930 do grudnia 1934 pomocnik dowódcy kompanii ds. politycznych 45 pułku piechoty, później sekretarz organizacji partyjnych w wojsku. Od maja do grudnia 1938 I sekretarz rejonowego komitetu KP(b)U, od grudnia 1938 funkcjonariusz NKWD, od 21 lutego 1939 kapitan bezpieczeństwa państwowego. Od 5 marca 1939 zastępca ludowego komisarza, a od 9 sierpnia 1939 do 26 lutego 1941 ludowy komisarz spraw wewnętrznych Tadżyckiej SRR, 14 marca 1940 awansowany na majora bezpieczeństwa państwowego, od 26 lutego do 31 lipca 1941 ludowy komisarz bezpieczeństwa państwowego Tadżyckiej SRR. Od sierpnia 1941 do 7 maja 1943 zastępca ludowego komisarza spraw wewnętrznych Tadżyckiej SRR, od 14 lutego 1943 pułkownik bezpieczeństwa państwowego, od 7 maja 1943 do 20 grudnia 1950 ludowy komisarz/minister spraw wewnętrznych Tadżyckiej SRR, 12 maja 1943 mianowany komisarzem bezpieczeństwa państwowego, a 9 lipca 1945 generałem majorem. Od 20 grudnia 1950 do 29 czerwca 1953 szef Zarządu Czernogorskiego Poprawczego Obozu Pracy MWD ZSRR, następnie w rezerwie, pracował w Ministerstwie Budowy Maszyn Średnich ZSRR. Deputowany do Rady Najwyższej ZSRR 1 i 2 kadencji.

## Odznaczenia
- Order Lenina (17 grudnia 1949)
- Order Czerwonego Sztandaru Pracy (dwukrotnie – 25 kwietnia 1941 i 24 lutego 1948)
- Order Czerwonej Gwiazdy (20 września 1943)
- Order „Znak Honoru” (26 kwietnia 1940)
- Odznaka „Zasłużony Funkcjonariusz NKWD” (4 lutego 1942)

I 2 medale.